# Yasuo Nagatomo
Yasuo Nagatomo (jap. 長友寧雄 Nagatomo Yasuo; ur. 12 grudnia 1951 w prefekturze Miyazaki) – japoński zapaśnik walczący w stylu klasycznym. Olimpijczyk z Montrealu 1976, gdzie odpadł w eliminacjach w kategorii 74 kg.
Brązowy medalista igrzysk azjatyckich w 1974. Odpadł w eliminacjach mistrzostw świata w 1975 roku.